# Edgewood (contea di Allegheny, Pennsylvania)
Edgewood è una borough degli Stati Uniti d'America, nella contea di Allegheny nello Stato della Pennsylvania. Secondo il censimento del 2000 la popolazione è di 3.311 abitanti.

## Storia
Venne incorporata il 1º dicembre 1888.

## Società

### Evoluzione demografica
La composizione etnica vede una prevalenza della razza bianca (89,13%) seguita da quella afroamericana (7,85%), alla data del 2000.
| borough di Edgewood Popolazione |       |
| 2000                            | 3.311 |
| Stima al 2006                   | 3.052 |